# Pselaptrichus rothi
Pselaptrichus rothi är en skalbaggsart som beskrevs av Park 1953. Pselaptrichus rothi ingår i släktet Pselaptrichus och familjen kortvingar. Inga underarter finns listade i Catalogue of Life.